# Церковь Александра Невского и Серафима Саровского
Церковь Святых Александра Невского и Серафима Саровского (фр. Église des saints Alexandre Nevsky et Séraphin de Sarov) — русский православный храм в Льеже в юрисдикции Архиепископии западноевропейских приходов русской традиции Московского Патриархата.

## История
В 1920 году в Льеж из Константинополя переехал детский приют Елизаветы Кузьминой-Караваевой, который разместился в помещении льежских иезуитов на улице Вербуа, 13. При приюте на средства кардинала Мерсье был устроен православный домовый храм, настоятелем которого стал протоиерей Владимир Фёдоров, который стал первым постоянным русским православным священником в Льеже
21 января 1922 в Льеже была создана русская православная община в Льеже, в которую в конце года из Брюсселя несколько раз приезжал священник Пётр Извольский, чтобы служить литургию. Когда приют и настоятель перебрались в Брюссель, в Льеж из Берлина 21 декабря 1925 был назначен священник Димитрий Троицкий, которому дом для молитвы предоставили католики. Но вскоре с их стороны начались «придирки, утеснения» и попытки совращения в католичество.
Приходу пришлось снять частную квартиру, а затем пользоваться бывшей католической часовней, принадлежавшей музыкальному обществу. Иконостас был получен из Никольской церкви в Брюсселе. Каждый раз после службы иконы и утварь приходилось убирать «в чуланчик под лестницей». Через какое-то время Димитрия Троицкого сменил Сергий Синкевич.
В 1931 году, с прибытием, после окончания Сергиевского богословского института в Париже священника Валента Роменского начались работы по устройству нового храма, отвечающего реальным нуждам прихода, который насчитывал уже более ста русских семей. Муниципалитет предоставил им здание, служившее прежде хранилищем фондов одного из музеев. Иконостас и образа были выполнены членами парижского общества «Икона»: генералом-майором Петром Фёдоровым, княгиней Еленой Львовой, монахиней Иоанной (Рейтлингер).
16 декабря 1944 года во время немецких бомбежек города церковь была полностью разрушена.
с 1948 года начался сбор средств на строительство нового, ныне действующего храма на купленном ранее земельном участке. В 1950-е годы регентом храма был Николай Цыганков. Автором проекта и инженером-строителем нового храма стал Никоай Исцеленнов, член общества «Икона», уроженец Иркутска, выпускник Школы изящных искусств в Санкт-Петербурге.
12 сентября 1953 года в день престольного праздника епископ Ницкий Сильвестр (Харунс) и епископ Кампанский Мефодий (Кульман) в присутствии городских властей и множества гостей из русских общин Бельгии, Франции и Германии, представителей католической и протестантской общин, совершили освящение храма.
В 2009 году Сергей Мудров так описывал храм: «Многонациональный хор <…> точен и профессионален. Службы красивы и проникновенны. Особенно радовала частота богослужений: всенощные бдения в субботу, обязательные литургии на большие праздники, литургии Преждеосвященных даров во время Великого поста. Как приятно было видеть, что на праздник Крещения, когда в России освящаются воды Волги, на Украине — Днепра, а в Беларуси — Немана, батюшка в Льеже освящает воды реки Мез».
В сентябре 2019 года духовенство храма поддержало решение поддержать архиепископа Иоанна (Реннето), перешедшего в Московский Патриархат.

## Настоятели
- Владимир Фёдоров
- Дмитрий Троицкий
- Валент Роменский
- Ги Фонтэн